# Croft-Y-Bwla
A Croft-Y-Bwla vidéki udvarház a walesi Monmouthtól északnyugatra. Az épületet 1830 körül építették a neves helyi építész, George Vaughan Maddox tervei alapján. Az épület 1974 óta II. kategóriás brit műemléknek (British Listed Building) számít.

## Története
Az udvarház nevének jelentése bika major. A bwla szó a walesibe az angol bull szó révén került. A walesi szó először 1253-ban tűnik fel írásban topyn felyn fwla alakban. A walesi nyelvben eredetileg a tarw szóval jelölték a bikát.. A bwla megjelenik más földrajzi helyek nevében is, például a közép-walesi Carreg-y-Bwla egy működő birtok Llangurig és Rhayader között.
Az épületet 1830 körül építették Thomas Dyke, egy monmouthi zöldséges számára, George Vaughan Maddox tervei alapján. Az épület egy alacsony földhalmon áll, ahonnan remek a kilátás a városra. A kétszintes épület hagyományos kialakítású, négyszögletes alaprajzú hármas tagolással minden oldalán. A falak simára vakoltak. A bejárati előtetőt a Dean-erdőből származó zöldes kőből építették meg és egy pár dór oszlop tartja. Az épület délkeleti oldalán egy erősen romlott állapotú veranda található. A házhoz tartozó istállókat a 19. század közepén építették meg. A birtokhoz tartozik, egy egyszintes útmenti házikó is, amely valószínűleg szintén Maddox tervei alapján épült fel. A birtokhoz egy kert is tartozik, belső utak, kiterjedt park, melegházak és üvegházak.
A birtokon élt Helen Barry színésznő, Alexander Rolls (John Etherington Welch Rolls testvére) felesége, aki 1870 és 1874 között Monmouth polgármestere volt. A birtokon élt J. H. Walwyn tábornok is, aki 1896-ban volt a város polgármestere. Itt lakott fia is, Fulke Walwyn kapitány, aki első monmouthi sebesültként tért haza az első világháborúból.
A birtok jelenleg átalakítás alatt áll. A tervek szerint a birtokon golfpályát, szállodát és konferenciaközpontot létesítenek valamint Parc Glyndwr néven lakóparkot.

## Fordítás
- Ez a szócikk részben vagy egészben  a   Croft-Y-Bwla, Monmouth című angol Wikipédia-szócikk ezen változatának fordításán alapul.  Az eredeti cikk szerkesztőit annak laptörténete sorolja fel. Ez a jelzés csupán a megfogalmazás eredetét és a szerzői jogokat jelzi, nem szolgál a cikkben szereplő információk forrásmegjelöléseként.